# Bob Chester

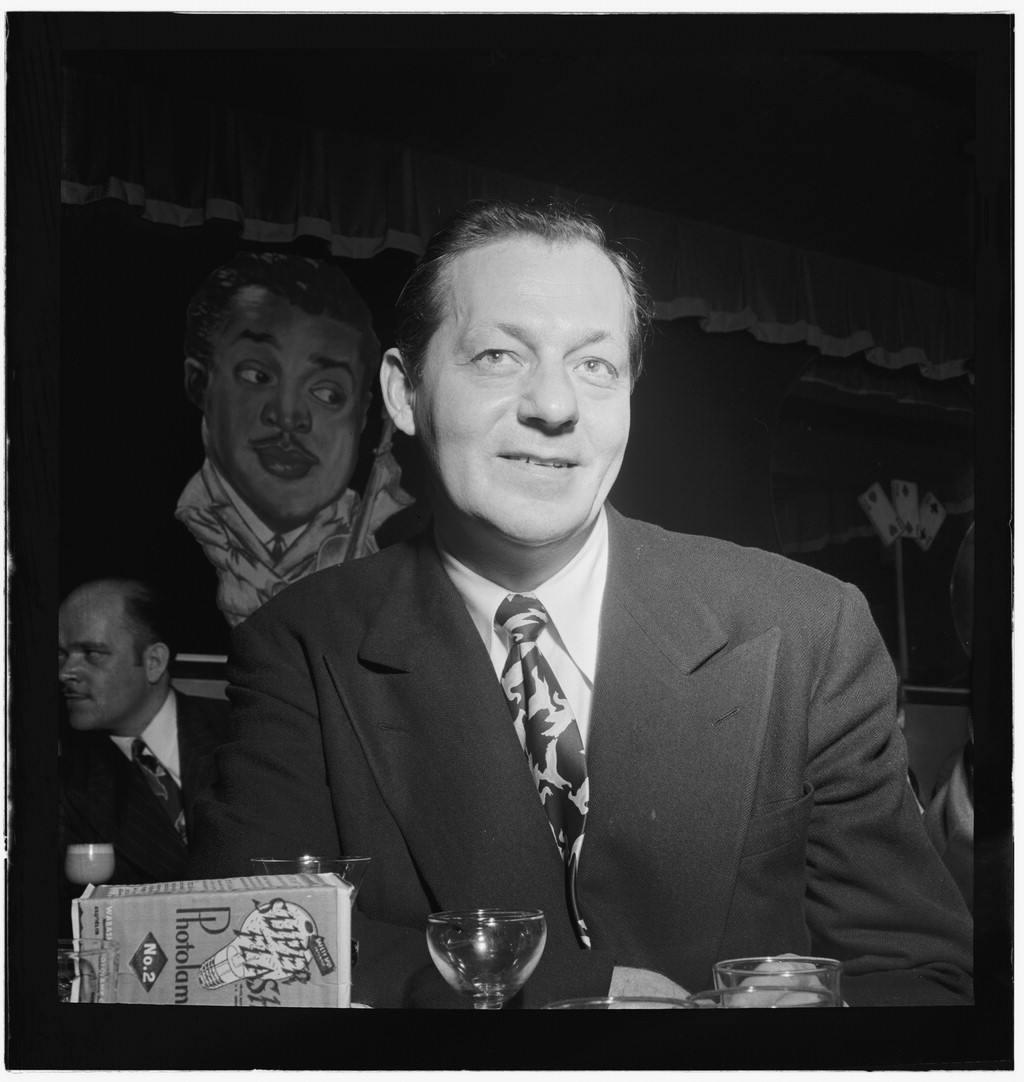
Bob Chester, ca. Juni 1946.
Fotografie von William P. Gottlieb.

Robert Thomas „Bob“ Chester (* 20. März 1908 in Detroit; † 5. November 1975 ebenda) war ein US-amerikanischer
Tenorsaxophonist und Bandleader im Bereich des Swing und der Populären Musik.

## Leben und Wirken
Der aus einer wohlhabenden Familie stammende Chester begann seine Musikerkarriere bei Irving Aaronson, Ben Bernie und Ben Pollack. 1939 gründete er in seiner Heimatstadt Detroit eine eigene Formation, die stark von Glenn Millers Orchesterklang beeinflusst war. Seine erste Band hatte allerdings wenig Erfolg und wurde bald aufgelöst; Chester stellte dann ein neues Orchester zusammen, mit dem er an der Ostküste Erfolge feierte und einige Platten für Bluebird Records aufnahm.
Chesters Band, die The New Sensation of the Nation genannt  wurde, hatte 1939 eine eigene Radioshow bei CBS, deren Musik aus dem Hotel van Cleve in Dayton (Ohio) übertragen wurde. In Chesters Orchester spielten später bekannte Jazzmusiker wie Manny Albam, Nick Travis, Herbie Steward, Peanuts Hucko, Bill Harris, John LaPorta, Frank Rosolino, Mary Osborne, Frank Tiberi und Louis Mucci. Chester komponierte auch die Erkennungsmelodie der Band, „Sunburst“ sowie den Titel „The Octave Jump“. 1944 begleitete er mit seiner Band die Sängerin Ida James in der Musikkomödie Trocadero. Mitte der 1940er Jahre musste Chester das Orchester auflösen, da die Nachfrage nach Big Bands nachließ. Er leitete noch in den frühen 1950er Jahren kurz eine kleinere Band, zog sich aber bald von der Musikszene zurück und kehrte nach Detroit zurück, wo er in der Autoherstellung arbeitete.